# Norodom Arunrasmy

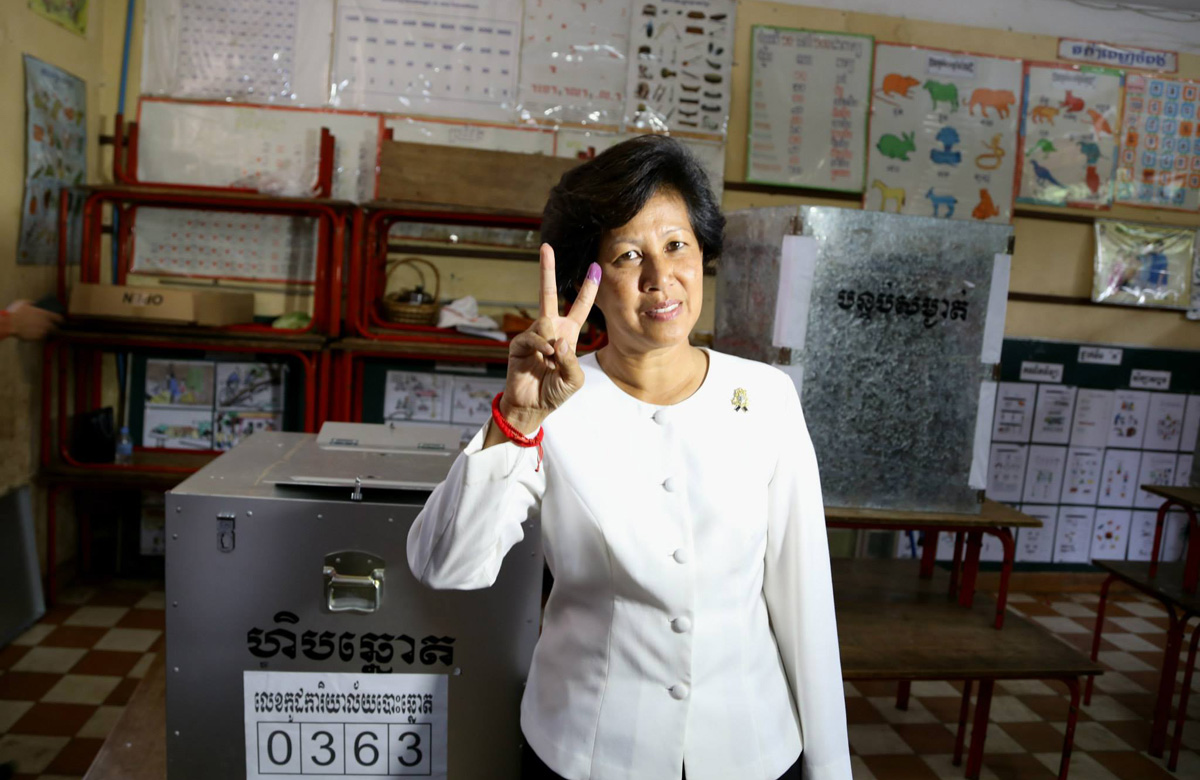
Norodom Arunrasmy

Norodom Arunrasmy (sinh ngày 2/10/1955) là con gái út của cố quốc vương Campuchia Norodom Sihanouk.

## Lịch sử
Ngày 23/3/2013, bà đã chính thức được bầu làm Chủ tịch đảng bảo hoàng Funcinpec và trở thành ứng cử viên thủ tướng trong cuộc tổng tuyển cử ngày 28 tháng 7 năm 2013.
Hiện là bà là đại sứ Campuchia tại Malaysia, công chúa Arun Rasmey được bầu làm chủ tịch đảng Funcinpec hôm 23 tháng 3 năm 2013. Bà cho rằng "Đây là nghĩa vụ lớn lao đối với tôi. Là chủ tịch đảng, tôi sẽ cố gắng hết sức để đoàn kết những người bảo hoàng, những người trung thành với Sihanouk để xây dựng một xã hội thịnh vượng hơn cho nhân dân Campuchia". Bà cũng cho biết đảng bảo hoàng Funcinpec sẽ giữ đường lối trung lập với mọi đảng phái chính trị trong nước và quốc tế, trung thành với ước nguyện của phụ vương bà là: "mưu cầu độc lập hoàn toàn cho đất nước và bảo vệ sự toàn vẹn lãnh thổ; duy trì hòa bình, thống nhất và hòa giải quốc gia; khuyến khích nhân dân tham gia phát triển đất nước".